# Geert Hoebrechts
Geert Hoebrechts (Sint-Truiden, 7 januari 1969 – Wilsele, 1 december 2010) was een Belgisch voetballer.
Hoebrechts begon zijn professionele carrière bij Sint-Truidense VV, waar hij tevens een deel van zijn jeugdopleiding had doorlopen. Twee seizoenen later tekende hij een contract bij Antwerp FC. Door de vele leenbeurten speelde hij slechts één officiële wedstrijd voor de club, een wedstrijd in de UEFA Cup 1989/90 tegen het Bulgaarse Vitosha Sofia. In deze wedstrijd boog Antwerp toen in de blessuretijd een 1-3-achterstand om in een 4-3 zege.